# 椒江二桥
椒江二桥，是位于中国浙江省台州市椒江区的一座公路斜拉桥，跨越椒江入海口，桥位距上游的椒江大桥约7公里，桥长3,702米，主跨480米，北接椒江区前所街道道感堂村，南接疏港大道，为双向六车道一级公路，设计时速80公里，是椒江区迄今承建的最大单体工程，是浙江省及台州市公路“十一五”建设规划中的区域干线公路  225省道改跨越椒江的重要通道。椒江二桥及接线工程于2008年12月30日举行开工典礼，于2014年8月8日零时通车。双向收费。

## 设计
椒江二桥及接线工程由同济大学建筑设计研究院和台州市交通勘察设计院联合设计，工程全长8,220米，桥长3,702米，包括北引桥1,372米、主桥900米、南引桥1,430米。其中主桥为双塔双索面半封闭钢箱组合梁斜拉桥，跨距布置为70+140+480+140+70米；主桥总宽度39.5米，含行车道22.5米，两侧人行和非机动车混行道各2.75米；索塔为钻石型结构，塔高152.76米，设计混凝土方量为10,096.75立方米，设计钢筋用量1,760.751吨，主塔基础桩最长达139米，为目前中国桥梁基础桩的最深纪录；主通航孔按1万吨级海轮通航标准设计，双向净宽405米，通航净高40米；副通航孔双侧单向净宽75米，通航净高19.5米。

## 建设历程
椒江二桥及接线工程于2008年12月30日举行开工典礼；2009年2月，浙江省发改委批复椒江二桥初步设计；2009年4月，台州市交通局批复椒江二桥施工栈桥及试桩工程施工图，并开展相应工程招投标工作；2009年8月，工程正式开工。
工程分为三个标段进行建设，施工单位分别为：乐清市路桥工程有限公司、路桥集团国际建设股份有限公司、中交一公局。 2012年3月，主桥索塔封顶； 2013年6月24日，主桥合龙； 2014年1月22日，工程通过交工质量评定。 于2014年8月8日凌晨零时通车。